# Bojana Stojanović Pantović
Bojana Stojanović-Pantović (srbsko Бојана Стојановић-Пантовић), srbska literarna zgodovinarka, slovenistka, urednica, profesorica, prevajalka, pesnica in kritičarka,  * 30. marec 1960, Beograd, Srbija.

## Življenje in delo
Gimnazijo je končala v Beogradu. Leta 1983 je diplomirala na Oddelku za jugoslovansko literaturo na Filološki fakulteti v Beogradu.  Arhivirano 2009-03-18 na Wayback Machine.. Nadaljevala je z magistrskim študijem v Beogradu in Ljubljani ter leta 1985 magistrirala z delom Poetika Mirana Jarca (COBISS). Po študiju v Münchnu kot štipendistka DAAD (1990/1991) je leta 1992 uspešno zagovarjala doktorsko disertacijo z naslovom Kratka ekspresionistička proza u slovenačkoj književnosti. Od leta 1985 je delala kot asistentka na Oddelku za srbsko književnost z južnoslovanskimi književnostmi, od leta 1993 kot docentka, od 1999 kot izredna profesorica in od leta 2004 kot redna profesorica. Od leta 1995 do 1999 je honorarno predavala slovensko književnost na Filološki fakulteti v Beogradu. Zaposlena je na Oddelku za primerjalno književnost na Filozofski fakulteti v Novem Sadu Univerze v Novem Sadu.  Arhivirano 2009-04-23 na Wayback Machine..
Med letoma 2000 in 2001 je bila zaposlena kot honorarna urednica v Založniški hiši Nolit v Beogradu. Je urednica za slovensko književnost na spletni strani Projekt Rastko . Od leta 1998 in vse do danes je kritičarka srbske poezije v reviji Politika. Kot gostujoči profesor je predavala v Ljubljani, Halleu, Hamburgu, Berlinu in Wroclawu.
Njeno področje znanstvenega raziskovanja zajema srbsko in slovensko književnost 19. in 20. stoletja, ekspresionizem in avantgardo v južnoslovanski in evropski književnosti, primerjalno jugoslavistiko, teorijo žanra, naratologijo ter književno kritiko srbske in slovenske poezije. Prevaja iz slovenščine (predvsem dela Aleša Debeljaka) in angleščine. Je dobitnica treh nagrad, in sicer: nagrade za delo v letu 2005 (Nagrada Gordana Todorović), v letu 2000 je prejela nagrado za najboljšo književno kritiko (Nagrada Milan Bogdanović) in nagrado za najboljšo knjigo esejev (Nagrada Isidorijana).

## Izbrana bibliografija

### Monografije
- Morfologija ekspresionističke proze. Beograd, 2003.
- Poetika Mirana Jarca. Novo mesto, 1987. (COBISS)
- Pobuna protiv središta. Pančevo, 2006. (COBISS)
- Srpski ekspresionizam. Novi Sad, 1998.
- Linija dodira. Gornji Milanovac, 1995. (COBISS)
- Nasleđe sumatraizma. Beograd, 1998.
- Oštar ugao. Zrenjanin, 2008.

### Književne kritike
- Srpsko pesništvo kraja veka . Književna kritika. jesen 1997, XXVI. 173.
- Novo čitanje tradicije (istorija i poetika srpske književnosti). Književna kritika. proleće 1998, XXVII. 159.
- Book Review: Aleš Debeljak, Ispod površine (Zagreb, 2006). World Literature Today No. 6/Vol. 81. november-december 2007, 69.
- Book Review: Robert Murray Davis. The Literature of Post-Communist Slovenia, Slovakia, Hungury and Romania (2008). World Literature Today Issue 58., november-december. University of Oklahoma, USA, 2008. 173–174.

### Študije
- Kompleksnost teme smrti u poeziji Srečka Kosovela. Znak br.14. 73–76. Beograd, 1981.
- Metodološki vidiki preučevanja srbskega ekspresionizma. Prevedla Irena Novak-Popov. JiS 45/7–8. 1999–2000. 277–282. (COBISS)
- Modernizam u lirici Josipa Murna. Književna istorija br. 61. Beograd, 1983.
- Odnos ekspresionizma prema modernizmu i avangardi, Historizem v raziskovanju slovenskega jezika, literature in kulture. Ur. D. Dolinar. Obdobja 18 - Metode in zvrsti. Ljubljana: Filozofska fakulteta, 2002. 655–664. (COBISS)
- O motivaciji likova Črtomira i Bogomile u Prešernovom "Krstu pri Savici", Romantična pesnitev (ob 200. letnici rojstva F. Prešerna). Ur. M. Juvan. Obdobja 19. Ljubljana: Filozofska fakulteta, 2002. 259–266.
- Proza Janka Kersnika između poetskog realizma i nagoveštaja simbolizma. Književna istorija br. 69–70. Beograd, 1985.
- Strukturne razsežnosti slovenske kratke ekspresionistične proze. Slavistična revija (časopis za jezikoslovje in literarne vede - journal for linguistics and literary studies) 54/1. januar-marec 2006. 33–40.(COBISS)
- Topos bovarizma u južnoslovenskim književnostima na prelazu iz realizma u modernističku epohu. Slavische Literaturen (Texte und Abhandlugen), Band 38, Hrsg. Robert Hodel. Darstellung der Liebe in bosnischer, kroatischer und serbischer Literatur Von der Renaissance ins 21. Jahrhundert. Peter Lang. Frankfurt A/M, 2007. 197–210.
- Vzorci pesmi v prozi v slovenski književnosti, Slovenska kratka pripovedna proza. Ur. Irena Novak-Popov. Obdobja 23 - Metode in zvrsti. Ljubljana: Filozofska fakulteta-Center za slovenščino kot tuji jezik, 2006. 311–318. (COBISS)
- Ein Blick auf die serbische Dichtung der Jahrhundertwende. Zeitschrift für Balkanologie, 43.Jg./No. 1. Wiesbaden, 2007. 79–86.

### Prevodi
- Aleš Debeljak. Poezija i sveto s onu stranu simulakruma. Art 032 br.5. 2002. 35–36.
- Aleš Debeljak. Skice za povratak. Banja Luka-Beograd, 2002. (skupaj s M. Djordejvićem) (COBISS)
- Edgar Alan Po. Pripovetke, eseji, prepiska. Znak br.17. 1983. 48–56. (soavtorstvo z drugimi)

### Pesniške zbirke
- Beskrajna. Beograd, 2005.
- Zaručnici vatre. Kraljevo, 2008.

### Antologije
- Nebolomstvo – panorama srpskog pesništva kraja XX veka. Predgovor, str. 5–15. Zagreb: Hrvatsko društvo pisaca i Durieux, 2006. 255. Biobibliografske napomene 225–246. (COBISS)
- Srpske prozaide – antologija pesama u prozi. Predgovor, 5–36. Beograd: Nolit, 2001. 327. Bibliografska napomena 307–312.